# Prowadź mnie ulico
Prowadź mnie ulico – seria albumów muzycznych zawierających utwory różnych wykonawców związanych z wytwórnią Jimmy Jazz Records. Poszczególne albumy otrzymywały kolejny numer w ramach wydawnictwa. Każdy z nich zawierał wybrane utwory różnych zespołów zawarte na wydawanych przez tę wytwórnię albumach z określonego okresu czasu oraz kompozycje niepublikowane. Dodatkowo na płytach CD pojawiały się także pliki video z teledyskami. Pod względem prezentowanej twórczości były to utwory z takich nurtów muzycznych jak punkt rock, street punk/oi!, ska, ska-punk, punk 77, hardcore, rock’n’roll, nowa fala, surf, rockabilly, psychobilly. W latach z których pochodzą prezentowane utwory, tj. od 1995 r. do 2021 r. wydano 8 albumów (w tym dwa nr 7 i 8 w jednej publikacji).

## Historia
Pierwsze wydawnictwo pod szyldem „Prowadź mnie ulico” zostało wydane w 2004 r. i obejmowało składankę utworów różnych wykonawców z lat 1995-2004. Ten album zawierał nagrania nie tylko związane z wytwórnią Jimmy Jazz Records, ale także jej poprzedniczką – wytwórnią Rock’n’roller. Następne wydania tej serii w latach 2005-2008 ukazywały się regularnie co roku. Kolejne jednak wydania to już składanki obejmujące po kilka lat, udostępniane bez wyraźnej regularności, przy czym numer 7 i 8, zawierający podsumowanie 8 lat, został wydany w jednej publikacji na dwóch płytach CD.
Wydane w ramach serii albumy obejmują wykonawców i ich utwory związane z wytwórnią Jimmy Jazz Records, która sama jest także wydawcą tego opracowania.

## Wydania
W ramach serii „Prowadź mnie ulico” Wydano następujące pozycje:
- Prowadź mnie ulico vol. 1[a]: CD, 28 utworów, 1995-2004, JAZZ 063[1][2]
- Prowadź mnie ulico vol. 2: CD, 26 utworów, 1 plik video, 2005 r., JAZZ 077[3][14][15]
- Prowadź mnie ulico vol. 3: CD, 26 utworów, 1 plik video, 2006 r., JAZZ 092[4][13][16]
- Prowadź mnie ulico vol. 4: CD, 24 utwory, 2007 r., JAZZ 104[5][6][17]
- Prowadź mnie ulico vol. 5: CD, 26 utworów, 1 plik video, 2008 r., JAZZ 118[7][8][18]
- Prowadź mnie ulico vol. 6: CD, 29 utworów, 2012-2014 i utwory zapowiadające na 2015 r., JAZZ 175[b][10][11][19]
- Prowadź mnie ulico vol. 7 & 8: 2 x CD, CD1 – 24 utwory, CD2 – 23 utwory, 2014-2021, JAZZ 213[12][20].

## Muzyka
Zawartość muzyczna prezentowanych albumów to według samego wydawcy zestawienie najciekawszych wykonawców związanych z tą wytwórnią, w danym okresie czasu, stanowiące często pewne podsumowanie dorobku artystów i wydawanych albumów. Po względem prezentowanych gatunków muzycznych to obejmują one szerokie spektrum zgodne ze specjalizacją muzyczną tego wydawcy. Są to nurty muzyczne związane z punk rockiem, w szczególności street punk/oi! oraz innymi pokrewnymi, takimi jak ska, ska-punk, punk 77, hardcore, rock’n’roll, nowa fala, surf rock, rockabilly, psychobilly (czy ogólniej dla kilku ostatnich gatunków – punk'n'roll).

## Odbiór i opinie
Wskazana wyżej idea przewodnia wydawnictwa sprawia, że wywiera ono pozytywne wrażenie. Jest bowiem nie tylko marketingową składaną lecz przede wszystkim dokumentem o zdecydowanym i czytelnym profilu z dużą dawką niepublikowanych wcześniej nowości. Wyróżnia się „in plus” w zalewnie pojawiających się licznie podobnych produktów będących de facto zazwyczaj tylko promocyjnym gadżetem. W odróżnieniu do nich kompilacja „Prowadź mnie ulico” w swojej przejrzystej formie i treści przyciąga uwagę oraz inspiruje do pochlebnych opinii. I nie ma na to wpływu pojawianie się gdzieniegdzie w zestawieniach słabszych nieco kompozycji, co jest nieuniknione, a nawet do pewnego stopnia uzasadnione, biorąc pod uwagę dokumentacyjną funkcję serii.